# Аквітанський нафтогазоносний басейн
Аквітанський нафтогазоносний басейн  — розташований на однойменній низовині на півдні Франції в акваторії Біскайської затоки. Площа 152 тис. км².  

## Історія
Перше газове родов. (Сен-Марсе) було відкрите у 1939 році. До 1982 року було відкрито 7 газових і 14 нафтових родовищ. 

## Характеристика
Найбільше газове родовище — ЛАК, нафтове — Парантіс (з початковими запасами  30 млн т). Промислові запаси (1980) всіх газових родов. — 80 млрд м³, нафтових — 4,5 млн т.  Басейн сформований на глибокозануреному схилі епігерцинської Зах.-Європ. платформи, який переходить на півдні у Передпіренейський прогин. На півночі та сході обмежений каледонськими спорудами Армориканського і Центрального масивів, на півдні — насувом Піренеїв і його підводним продовженням. Західна межа збігається з підводною  Північно-Гасконською грядою. Осадовий чохол представлений чотирма комплексами: юрсько-неокомський карбонатний, апт-альб-сеноманський теригенно-карбонатний, верхньої крейди карбонатно-теригенний і кайнозойський теригенний. Максимальна потужність чохла 10 км. Поклади приурочені до антиклінальних складок, які іноді порушені розривами. Нафтогазоносними є вапняки юри-неокому і апту. Глибина залягання продуктивних горизонтів 600 — 5300 м. Густина нафт 818-986 кг/м³. У газах підвищений вміст сірководню (до 15,23%).

## Технологія розробки
Основний центр видобутку — м. По. 
Діє магістральний газопровід Лак — Париж і нафтопровід Парантіс — Бордо. 